# ブラックバーン ファイアブランド
ファイアブランド
飛行するファイアブランド TF Mk.4
(1946年撮影)
- 用途：戦闘機、戦闘雷撃機
- 分類：艦上戦闘機
- 製造者：ブラックバーン・エアクラフト社
- 運用者： イギリス（イギリス海軍航空隊）
- 初飛行：1942年2月27日
- 生産数：223機
- 運用開始：1945年
- 退役：1953年
- 運用状況：退役
- 派生型：ファイアクレスト

B.17 ファイアブランド（Blackburn B.17 Firebrand ）は、第二次世界大戦中にブラックバーン社が開発し、イギリス海軍航空隊が使用した単発レシプロ単座艦上戦闘機。当初は艦上戦闘機として開発されたが、後に艦上戦闘雷撃機という珍しい仕様に再設計された。
ファイアブランドとは、松明、火付け役の意。社内名称はB.17。

## 概要
イギリス海軍は1939年に仕様書N.9/39を発行した。これは新たな戦闘機、つまりロックやフルマーといった複座戦闘機に変わる戦闘機を開発するものであった（なお、N.9/39の内容はフルマーに取って代わる戦闘機というもの）。当時イギリス海軍の主力戦闘機であったフルマー（ロックは着艦性能の問題から艦載すらされなかった）は複座戦闘機でどちらかといえばもったりした戦闘機であり、陸上の一線級の機体と戦闘を交えるにはいかんせん無理があった。この新戦闘機の開発はブラックバーンが請負った。そしてこの機体は翌年発行された仕様書N.11/40に基づいて原型機が製作されることになる。
ファイアブランドの開発速度は非常に遅く、仕様書N.9/39が発行されてから3年経った1942年2月27日に非武装のプロトタイプ(DD804)が初飛行した。試作機は3機生産され、イスパノ製機関砲を装備した2号機は同年6月に、3号機は9月に初飛行をしている。しかし生産型であるMk.I型はその年の半ばになっても一向に飛行せず、当初搭載が予定されていたエンジンであるネイピア・セイバーIIIエンジン(2,300hp)は空軍戦闘機であるタイフーンに優先的にまわされることが決定されたため、代わりにブリストル・セントーラスVII(2,400hp)に変更することが決定したが、この変更のために開発は（液冷式のセイバーから空冷式のセントーラスへの換装の手間と、それによる予期せぬ手間とともに）余計に遅延することになる。この際の設計変更とともに、戦闘雷撃機として生産することが決定した。この変更は、空軍が開発、配備していたスピットファイアの海軍版であるシーファイアの性能が当機よりも高かったことが一因であるとされる。次期戦闘機としてはこちらを採用する運びとなり、ファイアブランドは戦闘機としては不要となったためその馬力と機体の大型さからもたらされる搭載力の多さを生かすために変更されたとするものである。結局、セイバーエンジン搭載のMk.I型は9機のみが生産されるにとどまった。なお、この機体には外部に対気速度ゲージが取り付けられており、パイロットは着陸時にコクピットを見る必要がないという特徴があった。

### TF型の開発
TF.Mk.II型は純粋な戦闘機であるファイアブランドを戦闘雷撃機(TF)として再設計し、魚雷を搭載するために主脚の間を広げたのが最大の変更点である。なお、この機体のエンジンはセイバーIIIのままである。この型は1943年2月に空母イラストリアスで着艦試験に使用したのち事故を起こしたプロトタイプ2号機（先述した1942年6月に飛行したもの）が改造されたものが試作機となっている。1943年3月31日に初飛行し、12機のみが生産され海軍第708飛行隊が試験部隊としてこの機体を受け取った。なお、エンジンはセイバーエンジンのままである。
1943年12月21日、当初の予定通りエンジンをセントーラスVIIに換装したTF.Mk.III型の原型機が飛行したが問題が発生した。このエンジンはセイバーIIIエンジンよりもトルクが大きく、そのため離陸時の方向安定性が悪化し、空母で運用を考えた場合許容できる状態ではなくなったため、改良が必要となった。そのためMk.III型は原型2機の量産型27機のみの生産にとどまっている。なお、この原型2機はそれ以前の型の機体を改修したものであるともいわれるが、いまひとつ不明である。ファイアブランドはセイバーエンジン搭載時から操縦性が悪く、過去の型においても改修を重ねていたものの完全には改善されていなかった。そのため、続くMK.4型ではこれらもあわせて改良されることになった。
結局その改良が済んだTF.MK.4型（この型から型番号はアラビア数字に変更）の初飛行は1945年5月17日にまでずれ込んでしまった（この改良では垂直尾翼、方向舵の拡大といった問題点の解決のほかダイブブレーキの装着、魚雷の懸架方式の変更などの設計変更も行われた。操縦性はかなり改善されたものの、その対価は就役の遅延という代償で支払うことになり、これは結果的に非常に高い対価となった）。本来相手となるはずであったドイツは去る5月7日に連合軍に降伏しており、残る日本ももはや虫の息であった。しかも配備が始まったのはさらに遅く、1945年9月1日であった（受け取ったのは第813飛行隊。この飛行隊はその後もMk5型などを受け取り、ファイアブランドを運用している）。そして日本は8月に降伏していたため、1939年から6年もの歳月をかけて開発を進めていたファイアブランドに活躍の場はもはやどこにも残されてはいなかった。この型は102機が生産されたが、うち40機程度は続くTF.Mk.5型に改造されたという。
最終型であるTF.Mk.5型はセントーラスXI型エンジン(2,520hp)に換装したほか細部を変更した型である。またTF.Mk.5A型という動力式エルロンを搭載した型も存在しMk.5およびMk.5Aあわせて68機が生産されたという。しかし、配備が始まったときにはこの機体はすでに不要となっており1947年には生産が終了、海軍からは1953年頃に空母および第一線任務から姿を消し（前線の2航空隊はワイバーンに更新）、ほとんどの機体はスクラップとして廃棄された（一部はカタパルト試験のために無人のまま撃ち出されそのまま処分されたものや、消火訓練の的にされたものも存在するという）。

## 戦果
この機体は、6年もの歳月をかけたが結局第二次世界大戦に間に合わなかった。そのため、戦果は存在していない。ファイアブランドを受け取ったもっとも初期の飛行隊である第708飛行隊は1944年10月にリー・オン・ソレント基地において結成、実験行動を行った。この際の機体はTF.Mk.IIであった。その後11月には空母プレトリア・キャッスルやグローリーにおいて着艦試験を行っている。また、1945年に入ってからIII型を使用してストークス湾において魚雷投射実験も行われている。結局、空母艦載機として第一線で活動したのは第813飛行隊と第827飛行隊のみであった。なお、第813飛行隊は47年から50年の間インプラカブル艦載機として活動している。また、1949年7月23日には同隊に配備されたMk.5型がリー・オン・ソレント基地を離陸後エンジン故障に見舞われ、プール湾に着水するという事故が起こった。

### 生産数
総生産機数はその冗長かつ度重なる設計変更による開発経緯からいまひとつ正確な数値が不明である。一般に生産機数はプロトタイプ3機、Mk.I型9機、Mk.II型12機、Mk.III型29機（うち2機は試作機）、4型が102機、5型が68機とされているが、4型を5型に改装しているものが40機程度存在しているとされ、193機、220機、223機とするものなどが存在する。
このズレは4型を5型に改装した機体を含めて68機なのか、それとも含まずに68機なのか、そもそも改装されたのは正確には何機なのか、といったところから来ているようである。また、MkIII型試作の2機も新規生産か過去の型を改装したものかがはっきりとしておらず、このあたりがズレを産んでいる要因であるらしい。なお、古い資料には340機とするものも存在するが、配備された航空隊および空母の数（航空隊には実験、実戦あわせて13飛行隊、空母には4隻）からみてもこれは多すぎ、また英海軍は配備必要数に足りる程度の数を発注する傾向が強いため、およそ220機程度が正しいと考えられる。

## 諸元

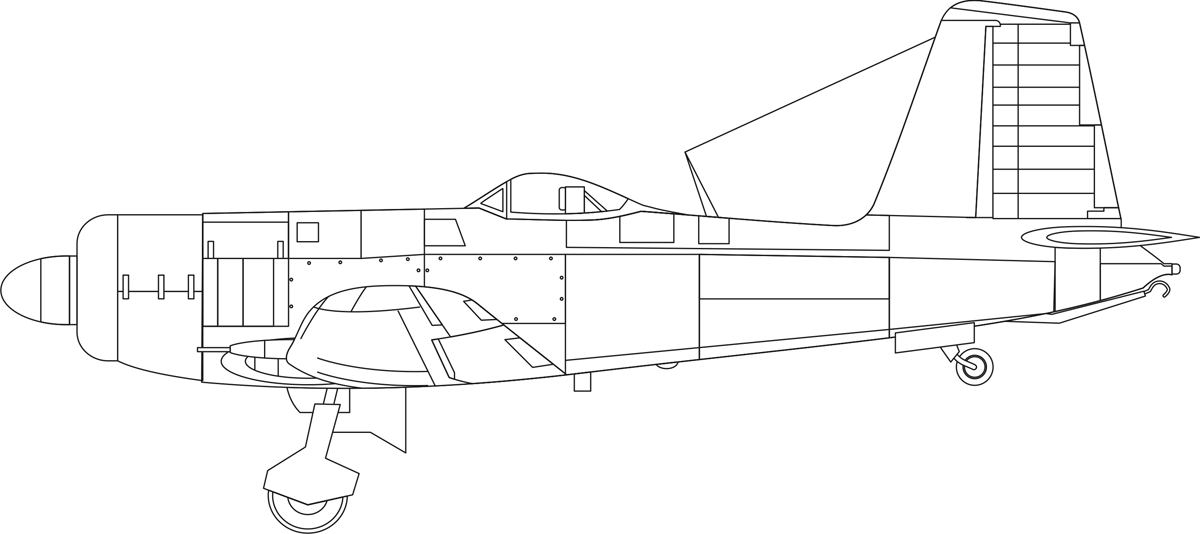
Mk.4 三面図

Mk.4
諸元
- 乗員: 1
- 全長: 11.86 m （ft）
- 全高: 4.54 m （ft）
- 翼幅: 15.63 m（ft）
- 翼面積: 35.44 m2 （ft2）
- 空虚重量: 5,150 kg （lb）
- 動力: セントーラスMk.IX 空冷18気筒 レシプロ、1,865kW （2,500hp）   × 1

性能
- 超過禁止速度: km/h （kt）
- 最大速度: 560 km/h （300 kt） 350 mph
- 巡航速度: 465 km/h （251 kt） 289 mph
- 失速速度: 121 km/h （65 kt） 75 mph
- フェリー飛行時航続距離: km （海里）
- 航続距離: 2,000 km （1,100 海里） 1250 m
- 実用上昇限度: m （ft）
- 上昇率: 13.2 m/s （2,600 ft/m）
- 翼面荷重: 203.6 kg/m2 （41.7 lb/ft2）
- 馬力荷重（プロペラ）: 347 kW/kg （157 hp/lb）

武装
- 固定武装: HS.404 Mk.V 20mm機銃4挺
- 爆弾: 839kg(1850lb)魚雷1本もしくは450kg爆弾2発